# Gypona ruficauda
Gypona ruficauda är en insektsart som beskrevs av Spångberg 1883. Gypona ruficauda ingår i släktet Gypona och familjen dvärgstritar. Inga underarter finns listade i Catalogue of Life.